# قراز أسود
 قراز أسود (الاسم العلمي:Crax alector) هو نوع من الطيور يتبع جنس القراز من فصيلة القرازية.